# Міністерство магії
Міністе́рство ма́гії (англ. Ministry of Magic) — установа у світі Гаррі Поттера англійської письменниці Джоан Роулінг, що являє собою особливий орган управління Магічної Спільноти Великої Британії. Кожна країна має власне Міністерство магії.

## Загальні принципи функціонування Міністерства магії
Міністерство магії — невиборний орган управління, в компетенції якого знаходиться Магічна Спільнота. На чолі Міністерства магії стоїть міністр магії, який володіє всіма гілками влади: законодавчою, виконавчою та судовою. Міністр магії та Міністерство магії в цілому залежні від думки Спільноти, тому намагаються вплинути на неї шляхом преси, зокрема, газетою «Щоденний віщун».
Жоден з маґлів не знає про існування Міністерства магії. Виняток становить прем'єр-міністр маґлів. Міністр магії представляється кожному новому прем'єр-міністру, інформує його про новини магічного світу, які можуть вплинути на життя маґлів. Міністерство магії Сполученого Королівства підтримує зв'язок із прем'єр-міністром країни через портрет, що інформує того про появу міністра магії. Цей портрет не можна зняти зі стіни.
Структура міністерства складає собою головні відділи та численні другорядні підрозділи. Зв'язок між відділами здійснюється за допомогою паперових літачків-записничків, що за допомогою ліфту дістаються до адресата (раніше з метою комунікації між відділами використовували совину пошту).
Між відділами міністерства не існує чіткого поділу влади.
Судова влада зазнає політичного впливу. Магічні судові органи при винесенні вироку часто ґрунтуються на особистих упередженнях. У книзі «Гаррі Поттер і келих вогню» Сіріус Блек каже, що багатьох злочинців засуджували до тюремного ув'язнення навіть без судового розгляду.
Часто Міністерство магії ухвалює ті законопроєкти, які йому вигідні. А погані новини можуть або ігнорувати, або замовчувати перед Магічною Спільнотою.
Почати працювати в Міністерстві магії може чаклун, що отримав повну магічну освіту. Також можливо літнє стажування (про що згадується в книжці «Гаррі Поттер і келих вогню»).

## Міністри магії
Посаду міністра магії пророкували багатьом видатним чарівникам. В тому числі Албусові Дамблдорові та Томові Редлу. Але вони міністрами не стали.
Міністри магії:
- Корнеліус Фадж (1990 — 1996)
- Руфус Скрімджер (1996 — 1997)
- Пій Тікнесі (1997 — 1998)
- Кінґслі Шеклболт (з 1998 року)[2]
- Герміона Ґрейнджер (роки невідомі)

## Керівні чиновники
Нижче рангом міністра магії знаходяться його заступники (найвідоміша з них — Долорес Амбридж), а також керівники відділів Міністерства. Влада чиновників обмежується чинним міністром магії.
Керівні пости міністерства:
- Старший заступник міністра (цю посаду обіймала Долорес Амбридж перед своїм арештом за злочини перед «напівкровками»)
- Молодший заступник міністра (цю посаду обійняв Персі Візлі)
- Керівники відділів
- Президент Міжнародної конфедерації чаклунів

## Структура Міністерства магії
| Рівень 1  | Кабінет Міністра та допоміжного персоналу |
| Рівень 2  | Відділ дотримання магічних законів, управління нелегального використання чарів, штаб-квартира аврорів та адміністративні служби Чарверсуду                                              |
| Рівень 3  | Відділ магічних нещасних випадків та катастроф, група скасування випадкових чарів, штаб-квартира забуттяторів та комітет з вироблення доступних для маґлів версій                       |
| Рівень 4  | Відділ нагляду й контролю за магічними істотами, включно з підрозділами звірів, людських істот та духів                                                                                 |
| Рівень 5  | Відділ міжнародної співпраці, міжнародна асоціація чаклунських торгових стандартів, бюро міжнародного чарівницького законодавства та британська філія Міжнародної конфедерації чаклунів |
| Рівень 6  | Відділ магічного транспортування, керівництво мережі порошку флу, управління контролю за мітлами, бюро летиключів і центр складання іспитів з явлення                                   |
| Рівень 7  | Відділ магічної фізкультури та спорту, включно із штаб-квартирами британської та ірландської квідичних ліг, офіційним плюй-камінцевим клубом та бюро безглуздих патентів                |
| Рівень 8  | Магічний ЖЕК, метеорологічний центр та допоміжні служби |
| Рівень 9  | Велика зала |
| Рівень 10 | Відділ Таємниць |
| Рівень 11 | Зали суду |